# العلاقات الأردنية الوسط إفريقية
العلاقات الأردنية الوسط أفريقية هي العلاقات الثنائية التي تجمع بين الأردن وجمهورية أفريقيا الوسطى.

## مقارنة بين البلدين
هذه مقارنة عامة ومرجعية للدولتين:
| وجه المقارنة                                              | الأردن                   | جمهورية أفريقيا الوسطى      |
| --------------------------------------------------------- | ------------------------ | --------------------------- |
| المساحة (كم2)                                             | 89.34 ألف                | 622.98 ألف                  |
| عدد السكان (نسمة)                                         | 9.81 مليون               | 4.66 مليون                  |
| الكثافة السكانية (ن./كم²)                                 | 109.81                   | 7.48                        |
| العاصمة                                                   | عمان                     | بانغي                       |
| اللغة الرسمية                                             | اللغة العربية            | لغة فرنسية، اللغة السانغوية |
| العملة                                                    | دينار أردني              | فرنك وسط أفريقي             |
| الناتج المحلي الإجمالي (بليون دولار)                      | 40.07 مليار              | 1.95 مليار                  |
| الناتج المحلي الإجمالي (تعادل القوة الشرائية) بليون دولار | 82.80 مليار              | 3.03 مليار                  |
| الناتج المحلي الإجمالي الاسمي للفرد دولار أمريكي          | 4.94 ألف                 | 323                         |
| الناتج المحلي الإجمالي للفرد دولار أمريكي                 | 12.05 ألف                | 594                         |
| مؤشر التنمية البشرية                                      | 0.748                    | 0.350                       |
| رمز المكالمات الدولي                                      | +962                     | +236                        |
| رمز الإنترنت                                              | .jo                      | .cf                         |
| المنطقة الزمنية                                           | ت ع م+02:00، ت ع م+03:00 | ت ع م+01:00                 |

## منظمات دولية مشتركة
يشترك البلدان في عضوية مجموعة من المنظمات الدولية، منها:
| علم المنظمة | اسم المنظمة                               | تاريخ انضمام الأردن | تاريخ انضمام جمهورية أفريقيا الوسطى |
| ----------- | ----------------------------------------- | ------------------- | ----------------------------------- |
|             | مؤسسة التنمية الدولية                     | 4 أكتوبر 1960       | 27 أغسطس 1963                       |
|             | يونسكو                                    | 14 يونيو 1950       | 11 نوفمبر 1960                      |
|             | وكالة ضمان الاستثمار متعدد الأطراف        | 12 أبريل 1988       | 8 سبتمبر 2000                       |
|             | الأمم المتحدة                             | 14 ديسمبر 1955      | 20 سبتمبر 1960                      |
|             | الاتحاد البريدي العالمي                   | ?                   | ?                                   |
|             | البنك الدولي للإنشاء والتعمير             | 29 أغسطس 1952       | 10 يوليو 1963                       |
|             | الاتحاد الدولي للاتصالات                  | 20 مايو 1947        | 2 ديسمبر 1960                       |
|             | منظمة حظر الأسلحة الكيميائية              | ?                   | ?                                   |
|             | مؤسسة التمويل الدولية                     | 20 يوليو 1956       | 1 أبريل 1991                        |
|             | المركز الدولي لتسوية المنازعات الاستشارية | 29 نوفمبر 1972      | 14 أكتوبر 1966                      |
|             | منظمة التجارة العالمية                    | ?                   | ?                                   |
|             | منظمة الشرطة الجنائية الدولية             | ?                   | ?                                   |

## وصلات خارجية
- موقع وزارة الخارجية الأردنية